# Kuźnica Strobińska (gromada)
Kuźnica Strobińska (od 29 II 1956 Chorzyna) – dawna gromada, czyli najmniejsza jednostka podziału terytorialnego Polskiej Rzeczypospolitej Ludowej w latach 1954–1972.
Gromady, z gromadzkimi radami narodowymi (GRN) jako organami władzy najniższego stopnia na wsi, funkcjonowały od reformy reorganizującej administrację wiejską przeprowadzonej jesienią 1954 do momentu ich zniesienia z dniem 1 stycznia 1973, tym samym wypierając organizację gminną w latach 1954–1972.
Gromadę Kuźnica Strobińska siedzibą GRN w Kuźnicy Strobińskiej utworzono – jako jedną z 8759 gromad na obszarze Polski – w powiecie wieluńskim w woj. łódzkim, na mocy uchwały nr 40/54 WRN w Łodzi z dnia 4 października 1954. W skład jednostki weszły obszary dotychczasowych gromad Chorzyna, Krzętle i Kuźnica Strobińska ze zniesionej gminy Konopnica oraz obszar dotychczasowej gromady Kuźnica Ługowska (z wyłączeniem kolonii Kije) ze zniesionej gminy Osjaków w tymże powiecie. Dla gromady ustalono 12 członków gromadzkiej rady narodowej.
29 lutego 1956 gromadę zniesiono w związku z przeniesieniem siedziby GRN z Kuźnicy Strobińskiej do Chorzyny i zmianą nazwy jednostki na gromada Chorzyna.